# Robert Nanteuil
Pour les articles homonymes, voir Nanteuil.
 (juin 2015).
Robert Nanteuil, né à Reims en 1623 et mort à Paris le 9 décembre 1678, est un graveur, dessinateur et pastelliste français.

## Biographie
Le père de Nanteuil, un marchand de laine du nom de Lancelot Nanteuil lui fit, quoique très pauvre, donner une excellente éducation au collège des Jésuites de Reims, sa ville natale et il grava lui-même l’en-tête de sa thèse en philosophie.
Malgré des commencements aussi heureux, les parents de Nanteuil firent les plus grands efforts pour l’empêcher de s’adonner aux beaux-arts : il était quelquefois obligé de monter sur un arbre, et de s’y cacher pour dessiner. Mais, à la fin, il surmonta tous les obstacles qu’on opposait à son goût naturel.
Il entra vers 1645 comme élève graveur chez Nicolas Regnesson, dont il devint rapidement le collaborateur et le beau-frère. Installé à Paris en 1647, il y trouva de puissants protecteurs et y devint un artiste à la mode. 
Naturellement éloquent et vif dans ses expressions : Nanteuil faisait des vers fort agréables, qu’il se plaisait à réciter.
Il réunit dans son atelier plusieurs artistes de talent, dont son beau-frère Regnesson. Nanteuil fut nommé graveur ordinaire du Roi en 1657. Sa fille épousa Michel Hardouin, architecte du roi, élève de Jules Hardouin-Mansart. Le florentin Domenico Tempesti fut son élève.
Il fut inhumé en l'église Saint-André-des-Arts à Paris.

## Œuvre
Il fut presque exclusivement peintre de portraits. Il expérimenta dans ce domaine des techniques diverses, toujours raffinées, du dessin sur parchemin à la gravure au burin et surtout, pendant sa période tardive, au pastel. Son œuvre compte plus de deux-cent-quarante portraits des membres de la cour et des grands dignitaires du royaume. Il grava onze fois le portrait de Louis XIV, deux fois celui d’Anne d’Autriche, quatorze fois celui de Mazarin, six fois celui de Colbert, dix fois celui de Louvois. On lui doit également des portraits de Christine de Suède, ainsi que ceux de quelques artistes de son époque tels que Philippe de Champaigne, Le Brun et Mignard.
Nanteuil assurait qu’il s’était fait des règles infaillibles pour bien saisir la ressemblance. Il disait qu’il y a de certains traits du visage qu’il faut extrêmement considérer, parce qu’ils servent de mesure à tous les autres ; et que, quand une fois on a dessiné exactement ces traits, le reste est comme immanquable. Dans le portrait en pastel que dessina Nanteuil de Madeleine de Scudéry, celle-ci ne devait peut-être pas être trop ressemblante, du moins si l’on en juge par les vers suivants, qu’elle lui adressa pour le remercier :
Nanteuil, en faisant mon image, 
A de son art divin signalé le pouvoir :
Je hais mes yeux dans mon miroir, 
Je les aime dans son ouvrage
- Portrait de Louis XIV (1670), pastel sur carton, 53 × 43 cm, Musée des Offices, Florence[4] ;
- Portrait de Henri II, duc de Nemours, 1651, burin, 32.6 x 25.5 cm. Nemours, Château-Musée[5]. Inv. 2017.0.68[6] ;
- Portrait de Molière, vers 1660, pastel sur papier, musée des Beaux-Arts de Chartres[7].

Œuvres de Robert Nanteuil
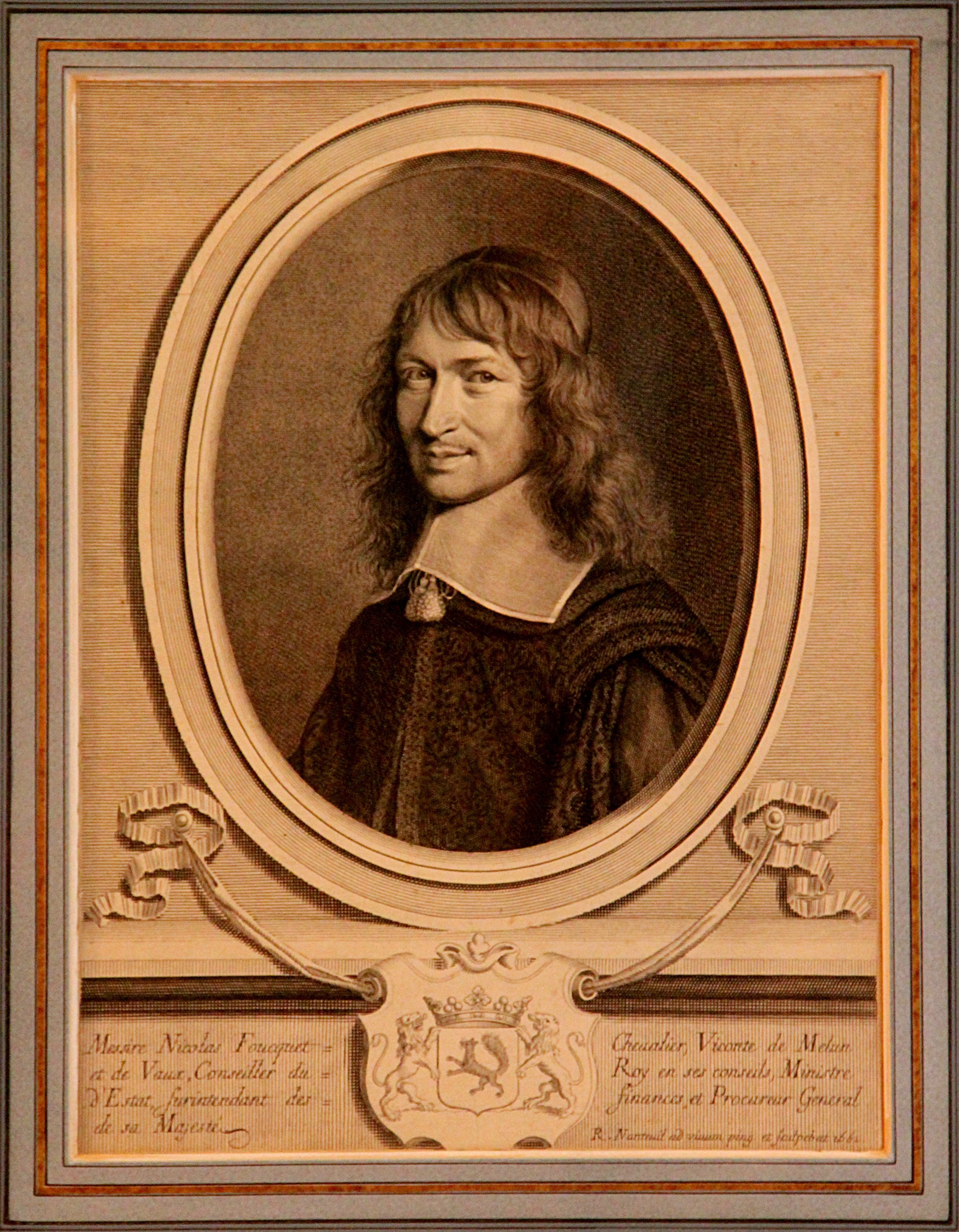
Estampe de Nicolas Fouquet réalisée en 1661 par le graveur.
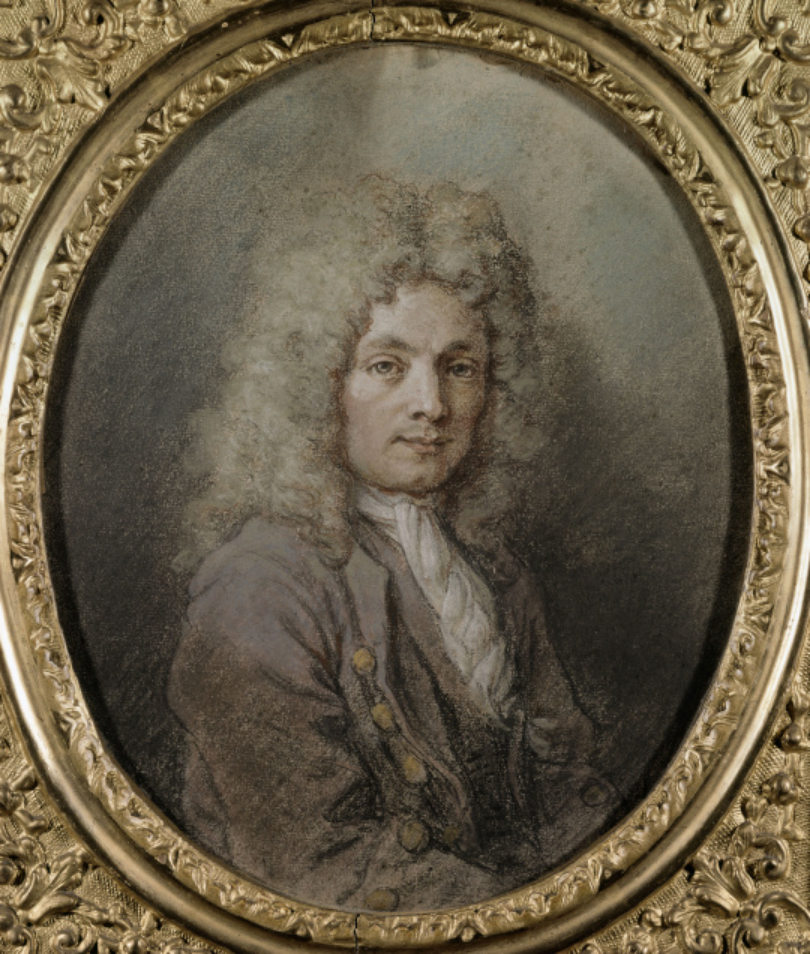
Portrait de Molière, pastel sur papier, musée des Beaux-Arts de Chartres.
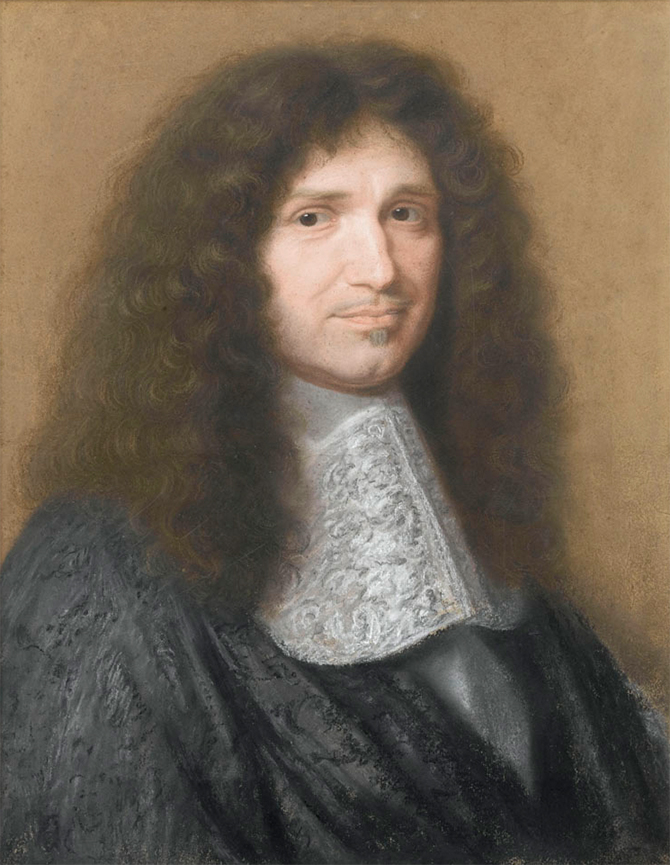
Portrait de Jean-Baptiste Colbert, musée Condé, Chantilly.

## Anecdotes racontées parCharles Perrault
« La ville de Reims ne lui procurant pas le moyen de tirer un parti assez avantageux de ses talents, il se sépara d’une femme jeune et charmante, qu’il venait d’épouser depuis peu, et se rendit à Paris. Dépourvu de tout secours, et cherchant à se faire connaitre dans cette grande ville où il était bien difficile au mérite de percer en l’absence de protecteur, Nanteuil s’avisa de cet expédient : plusieurs jeunes abbés s’assemblaient à la porte d’une auberge, située auprès de la Sorbonne. Nanteuil les remarqua et, un jour qu’ils y étaient en plus grand nombre encore qu’à l’ordinaire, il alla demander à la maîtresse de cette auberge, si un ecclésiastique de la ville de Reims était logé chez elle, ajoutant qu'il en avait oublié le nom, mais qu’elle pourrait le reconnaître par le portrait qu’il en avait fait. À ces mots, Nanteuil lui montra un portrait bien dessiné, et qui avait l’air fort ressemblant. Les abbés, qui l’avaient écouté, jetèrent les yeux sur le portrait, et en furent si charmés, qu’ils ne pouvaient se lasser de l’admirer. " Si vous voulez, messieurs, leur dit alors Nanteuil, je vous ferai à chacun votre portrait, pour peu de chose, qui sera tout aussi bien travaillé et aussi fini que celui-là ". Nanteuil demanda un prix si modique, que les abbés se firent tous peindre l’un après l’autre et amenèrent encore leurs amis : la foule des amateurs devint si considérable, que l’artiste augmenta le prix de ses ouvrages, et gagna bientôt beaucoup d’argent ».
« Dom Dargonne lui demandant un jour s’il peindrait une personne absente sur la description qu’il lui en ferait :  " Oui, lui répondit-il, pourvu que vous fussiez assez habile pour répondre exactement à ce que je pourrais vous demander ". Enchanté de sa bonne fortune, Nanteuil retourna à Reims, conta son aventure, montra le fruit de ses travaux, et fit consentir sa femme à le suivre dans la capitale. Dès que Nanteuil se vit à son aise, la première chose à laquelle il songea, fut d’appeler son père auprès de lui, afin qu’il partageât l’aisance dont il jouissait. Le vieillard accourut, transporté de joie, et il fut reçu à la descente du coche, tout mal vêtu qu’il était, par son fils, dont l’extérieur annonçait un homme dans l’opulence. Lorsque ce digne fils et artiste estimable embrassa l’auteur de ses jours avec toute l’affection imaginable, le spectacle d’un pareil amour filial fit répandre des larmes d’attendrissement à tous ceux qui en furent les heureux témoins ».
« Voulant donner un visage animé par la gaieté à Louis XIV dont il faisait un jour le portrait en pastel, il l’entretint de diverses choses plaisantes. Parmi les petites historiettes qu’il raconta au monarque : " — Sire, en venant au Louvre, j’ai passé par les Augustins, où l’on prêchait la Passion. Le prédicateur en était à l’endroit où il est dit, que les serviteurs du pontife et plusieurs autres juifs se chauffaient à cause du grand froid. Voici la réflexion singulière que le bon père communiquait à ses auditeurs : vous voyez, messieurs, que notre évangéliste ne se contente pas de rapporter la chose comme historien, et calefaciebant se, et ils se chauffaient, mais il en rend la raison, comme philosophe, quia frigus erat, parce qu’il faisait froid ". ».